# Райнер, Эрика
Эрика Райнер (Erica Reiner; 6 августа 1924 или 4 августа 1926, Будапешт — 31 декабря 2005, Чикаго, Иллинойс) — американский ассириолог. Доктор философии, заслуженный именной профессор. Член Американского философского общества (1982). Сперва член редколлегии, затем шеф-редактор Чикагского ассирийского словаря (1973-1996; в каковом качестве и наиболее известна).
Училась в Париже и получила диплом по ассириологии в Сорбонне (1951). В Чикаго получила степень доктора философии по ассириологии в Восточном институте Чикагского университета (1955). С 1956 года ассистент-профессор, с 1973 года именной профессор, с 1983 года заслуженный. Тогда же стала главным редактором Чикагского ассирийского словаря (в работе над которым участвовала с 1956 года), за всё время существования которого занимала наиболее продолжительно эту должность — с 1973 по 1996 год; под ее руководством вышли девять из 26 запланированных для всей серии томов. Автор книги An Adventure of Great Dimension (2002). Также автор Linguistic Analysis of Akkadian (1966) и ‘Die akkadische Literatur’ (1978).